# Blanc (héraldique)
 (mai 2025).
Si vous disposez d'ouvrages ou d'articles de référence ou si vous connaissez des sites web de qualité traitant du thème abordé ici, merci de compléter l'article en donnant les références utiles à sa vérifiabilité et en les liant à la section « Notes et références ».
En pratique : Quelles sources sont attendues ? Comment ajouter mes sources ?
Pour les articles homonymes, voir Blanc (homonymie).

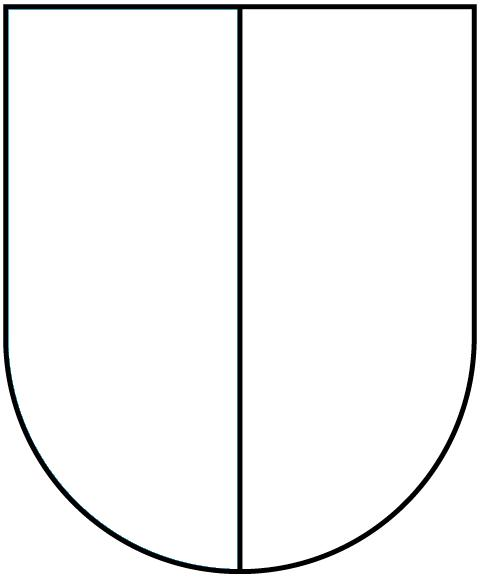
Blanc (héraldique).

En héraldique, la couleur « blanc » est très rare car dans l'usage, elle a été supplantée par le métal argent, en particulier lorsque cet émail dénote l'absence de meubles, comme c'est souvent le cas dans les blasons militaires, notamment en Italie ; dans ce cas, l'usage se rapproche de « en blanc », comme dans chèque en blanc. 
Parfois cependant, le blanc est expressément présent en tant que couleur, le plus souvent comme émail caractéristique pour la représentation des agneaux, des chevaux ou des cygnes.
Il se retrouve en tant que couleur dans les armoiries de certains ordres religieux. En mai 2025, le pape Léon XIV l'a repris comme couleur de champ en pointe dextre de son blason. 

## Etymologie
Le mot blanc vient du germanique blank (pâle, clair) qui est directement passé dans les domaines gallo-romains sous la forme bas-latine blancus attestée dans les langues romanes comme blanco en espagnol, bianco en italien et branco en portugais. Il était utilisé par les soldats germains pour qualifier la robe des chevaux. Il a ainsi supplanté les deux adjectifs latins albus (d'un blanc mat) et candidus (d'un blanc éclatant).

## Histoire
Á l'époque médiévale, le mot blanc sert fréquemment à désigner l'argent, terme utilisé en ancien français à partir de 881-882. Comme l'argent a tendance à se ternir rapidement, il est souvent représenté en peinture par le blanc.  Mais avant d'être supplanté, le blanc apparaît toujours sous les formes blanc, blank, blanchet pendant les XIIe siècle et XIIIe siècle. Dans son glossaire des termes utilisés en héraldique, à l'entrée argent, James Parker remarque que le terme blanc (white dans le texte) est utilisé pour éviter toute confusion avec le métal lorsqu'il s'agit, par exemple, du pelage d'un animal. Il note aussi que le terme blanc (en français dans le texte) se retrouve parfois dans les anciens rôles d'armes (sans précision de siècle).
Le site Notiziario Araldico a mis en ligne le 16 mai 2025 un article débattant du blanc en héraldique à l'occasion de la publication des armes du pape Léon XIV. Tout en affirmant que « blanc n'existe pas en héraldique » sauf comme équivalent d'argent, il indique qu'il se trouve des cas d'armoiries qui ont utilisé l'émail blanc et que les héraldistes considèrent comme des exceptions, voire des anomalies. L'auteur prend pour exemple l'insigne de l'Ordre des Prêcheurs qu'il qualifie de « bien documenté ». Raffaele Coppola poursuit son développement en indiquant que tout en faisant leur la classification traditionnelle des couleurs, des héraldistes de notoriété ont, dans leurs ouvrages, « une entrée dédiée au mot blanc qu'ils reconnaissent comme distinct de l'argent ». Cet article cite l'ancien professeur Carlo Tibaldeshi dont l'Istituto Araldico Genealogico Italiano a publié le Dictionnaire d'héraldique en 2020 et les co-auteurs du Manuel d'héraldique ecclésiastique dans l'Église catholique, l'ancien cardinal Andrea Cordero Lanza di Montezemolo et Antonio Pompilo qui affirment que « bien qu'il remplace fréquemment l'argent même dans les représentations chromatiques des armoiries, [le blanc] n'en est pas du tout un synonyme ». Ces héraldistes contemporains font suite à d'autres plus anciens tel, au Royaume-Uni, Arthur Charles Fox-Davies qui traite de cette distinction et se dit le premier à l'affirmer : « I believe I am the first heraldic writer to assert the existence of the heraldic colour of white in addition to the heraldic argent ». En Italie, Guelfo Guelfi Camajani indique quant à lui dans l'entrée Bianco de son dictionnaire que si le blanc a été remplacé par l'argent, « il se trouve aussi des fleurs, des animaux et des pièces héraldiques de cette couleur », citant par exemple les armes de Val di Chiana « D'or au boeuf de pelage blanc passant ». 

## En Italie

Blason des Guelfes de Florence : un aigle de gueules terrassant un dragon de sinople sur champ blanc.

En Italie, le blanc héraldique a été la couleur qui distinguait historiquement le parti des Guelfes, qui soutenaient le pape, des Gibelins, qui soutenaient l'empereur germanique, lors de la Querelle des Investitures. Les premiers étaient appelés le Parti Blanc, les seconds le Parti Noir. Les Guelfes de Toscane, qui n'avaient pas d'armoiries, ont reçu leurs armes par concession de Clément IV, un pape français qui avait choisi pour emblème un aigle aux ailes déployées terrassant Satan représenté en dragon, le tout sur fond blanc, couleur dominante des bannières et étendards français. Ils y ajoutèrent le lys en boutons entre ses fleurons qui figure sur le blason de Florence, leur ville. En 1289, les Gibelins sont expulsés de Toscane. Cependant, à partir de 1300, les Guelfes se divisent en deux factions qui se disputent l'hégémonie politique et économique des villes de Pistoia et de Florence : les Noirs qui continuent à soutenir le Saint-Siège et son contrôle de Florence et les Blancs qui, tout en restant fidèles au pape, s'opposent à son ingérence dans les affaires internes à la ville et revendiquent une plus grande autonomie vis à vis de Rome. Mis en minorité, les Blancs sont assimilés aux Gibelins, le Parti noir, mais ils gardent le blanc dans leurs armoiries.  

Blason du pape Léon XIV, taillé en 1 d'azur à fleur de lys d'argent ; en 2 de blanc, au cœur ardent et transpercé par une flèche posée en barre, le tout de gueules et soutenu par un livre au naturel.

Au XXIe siècle, deux jours après son élection, le pape Léon XIV a fait publier ses armoiries qui reprennent en grande partie ses armes épiscopales mais s'en différencient subtilement. Notamment, le champ du taillé en 2 n'est plus d'argent mais de blanc, dans une tonalité ivoire. Le 14 mai 2025, Antonio Pompilo, vice-président de l’Istituto Araldico Genealogico Italiano a décrit et expliqué officiellement le blason par voie de presse. Il indique que le blanc est une couleur héraldique utilisée par certains ordres religieux et que le pape l'a choisie comme symbole de sainteté et de pureté. Le site d'information Silere non possum estime quant à lui que le choix du blanc « souligne (…) la radicalité évangélique du message augustinien ». La tonalité ivoire pourrait aussi rappeler « la nuance chromatique employée pour certains vêtements sacerdotaux et ornements liturgiques » avance l'expert en héraldique Michele Fiaschi.